# Vlag van Bütgenbach
De vlag van Bütgenbach is de gemeentelijke vlag van de Luikse gemeente Bütgenbach. De vlag kan als volgt worden beschreven:
Rood met twee gekruiste witte schoppen.
De vlag is volledig gebaseerd op het gemeentewapen en ziet er dus helemaal hetzelfde uit.